# Manuel Magallanes Moure
Manuel Magallanes Moure (La Serena, 8 de noviembre de 1878 - San Bernardo, 19 de enero de 1924) fue un poeta romántico, dramaturgo y periodista chileno.

## Biografía
Fue periodista, y crítico en Las Últimas Noticias y en El Mercurio, donde utilizó el seudónimo de “M. de Ávila”. También fue editor de la revista Chile Ilustrado y colaboró con la revista Juventud.
Su padre fue intendente de Coquimbo y miembro de la Corte de Apelaciones. Realizó sus estudios humanísticos en Santiago. Vivió largos años en la ciudad de San Bernardo, en la calle Eyzaguirre, donde realizaba tertulias literarias. 
Se casó en 1903 con su prima Amalia Villa Magallanes. Se desempeñó como secretario municipal y alcalde de San Bernardo. Fundó en 1911 el periódico La Reforma que se mantuvo hasta 1916.
El 20 de diciembre de 1903 participó en la fundación de la Primera Compañía de Bomberos de San Bernardo, siendo electo como el primer Secretario de Compañía, estando a cargo de las actas de la asamblea, de la junta de oficiales y del Consejo de Disciplina, en la actualidad, la Primera Compañía cuenta con los escritos de su puño y letra. 
Vinculado a los escritores Pedro Prado, Baldomero Lillo y Augusto D'Halmar, perteneció al Grupo de los Diez, grupo de creadores pertenecientes a una multiplicidad de expresiones artísticas a comienzos del siglo XX. Fue integrado a la antología Selva Lírica, compilación que incorporó a los poetas más conocidos de la época. En 1914, fue jurado de los Juegos Florales de Chile, donde Gabriela Mistral obtuvo el primer premio con su poema Los sonetos de la muerte.
Incursionó en la pintura, presentando una exposición pública en 1916. En 1918 funda la Sociedad de Conferencias Públicas en el salón de la Escuela Superior de Niñas N.º 2. En 1922 viajó en misión oficial a Europa.

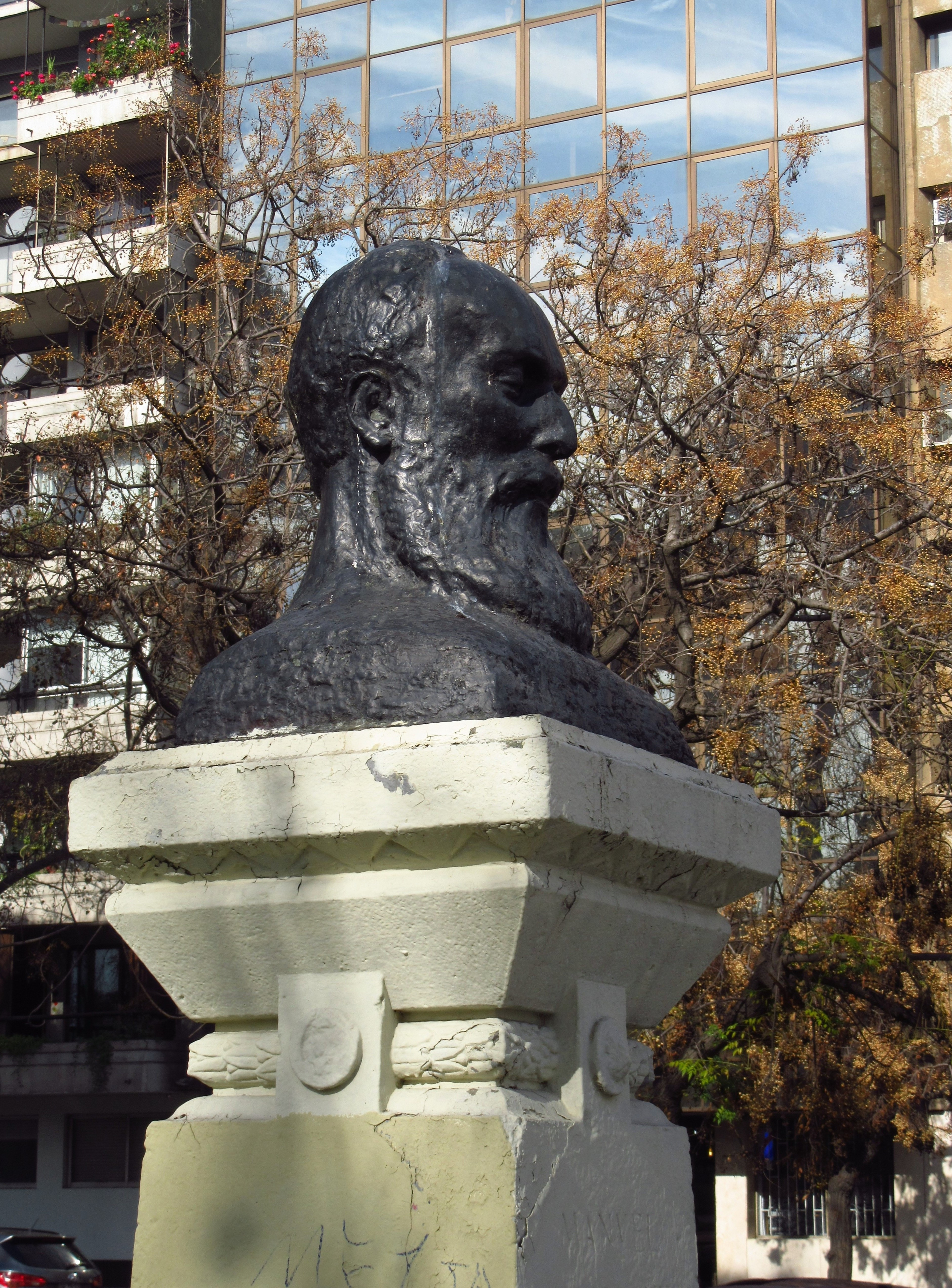
Busto Magallanes Moure en el Parque Forestal de Santiago.

"El poeta tuvo gran popularidad en su tiempo. Sin embargo, como en todo orden de cosas, no faltaron los críticos a su tarea. Y los eruditos de costumbre, con cejas enarcadas y ceño fruncido, no encontraron nada más loable que desmejorar su labor, aduciendo que su poemática poseía imágenes gastadas, era anémica, vago el objeto poético, había torpeza para entrar en el campo metafísico, se tropezaba con un romanticismo de segundo plano y existían influencias mal asimiladas de Darío, Nervo, Maerterlinck, Samain, Espronceda, objeciones, como se verá, ciertamente mortificantes y definitivas, que dejaban en un pie mínimo la tarea de Magallanes Moure.
"Pero era la visión de los académicos y cierto críticos literarios, los cuales, en general, nunca están de acuerdo con los gustos del lector, que es, a fin de cuentas, el fin último de cualquier obra literaria, aunque ellos crean, en su soberbia e intolerancia, que su preeminencia debiera ser lo óptimo y concluyente. También hubo ojos hacia el débil sentido de la realidad, lo cual ciertamente habla muy bien de los románticos y no en contra. 
No obstante lo anterior, y pese a la reticencia de ciertos criticastros y poetastros, la poesía de Magallanes Moure fue bien recibida por el lector, valoró su esfuerzo, no le pidió más de lo que podía hacer (gran sabiduría popular) y sus poemas aún permanecen en la memoria de muchos por su frescura, su sencillez y flexibilidad; la hondura de quien se acerca al corazón, cierta ingenuidad, algo de paz y monotonía que nunca molestó, denotando en definitiva buen gusto y sensibilidad, además de ser agradables y bellos.
"Y una cosa importante: se presentan lejos de la jerigonza, el enrevesamiento y la oscuridad. Gabriela Mistral comentó sobre la poesía de Magallanes Moure: «Es una pena que tengamos tan desacreditado el elogio en América, que no significa nada decir que la poesía de Magallanes fue la más pura, porque se ha dicho eso precisamente de muchos. Pura, por la ausencia de didactismo, por un desinterés total de doctrina; pura por escrupulosa en la técnica y por ceñidamente sincera» (Jorge Arturo Flores, Semblanzas Literarias)". 
Falleció el 19 de enero de 1924 a los 45 
años de edad y dejó una considerable obra poética.
En la comuna de San Bernardo se ha bautizado la Escuela E-747 (Ex Escuela 1 de Hombres) con el nombre Poeta Manuel Magallanes Moure en su honor, además de la Avenida Costanera Manuel Magallanes Moure.

## Obra
- Facetas. 1902, poesía
- Matices. 1904, poesía
- La jornada. 1910 poesía
- Lluvia de primavera. 1912, teatro
- ¿Qué es amor? 1914, cuentos
- La casa junto al mar. 1918, poesía
- Florilegio. 1921, poesía
- Sus mejores poemas. 1928 (Corrección la obra fue realizada en 1926 por la Editorial Nascimento, selección de Pedro Prado. 179 páginas.[2])

## Movimiento, generación o corriente
"La poesía de Manuel Magallanes Moure se enmarca dentro del contexto del romanticismo, lejos del realismo criollo y del naturalismo crudo de los escritores de su época.
Y como todo romanticismo que se precie de tal, el trabajo del escritor rumba sus pasos hacia versos sencillos, simples, de mucho sentimiento, donde el paisaje, especialmente todo lo concerniente al mar (buques, playas, olas), cobra especial realce. Dentro de este aspecto, el amor es el artífice de su producción".(Jorge Arturo Flores, Semblanzas Literarias.cl)